# روبرت تاونسون (مؤرخ طبيعي)

## روبرت تاونسون - 1826
كان الدكتور روبرت تاونسون (1762-1827) رحالا ومؤرخاً طبيعيًا للغة الإنجليزية، وهو معروف أيضًا بعالم المعادن ورجل الطب، وفي عام 1806 هاجر إلى نيو ساوث ويلز.

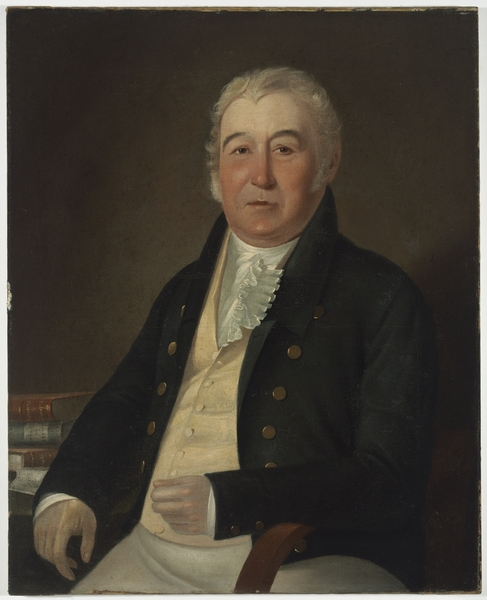
روبرت تاونسون ، ١٨٢٦

## حياته السابقة
وُلد تاونسون في ريتشموند وهو الطفل الأصغر والغير شرعي لجون تاونسون (1721-1773) وسارة ألدكروفت ني شويل (1731–1805). كان والده تاجرًا في لندن، وكانت والدته من عائلة Shewell التجارية، ولكن والدته وقت ولادته كانت متزوجة من تشارلز ألدكروفت (بائع خرداوات)، تزوج والديه في عام 1766، وتوفي جون تاونسون في عام 1774. ومن عام 1777 كانت عائلة تاونسون موجودة في شروبشاير.
كان تاونسون متدرباً في مانشستر من الوقت الذي انتقلت فيه الأسرة، ولم يرغب تاونسون بالدخول في مجال التجارة ولكنه فضل حياة التجوال التي بدأت حوالي عام 1783.

## رحلاته الأوروبية
في عام 1787 كان تاونسون يدرس في ظل الكيميائي بالثاسار جورج سيج في مدرسة المناجم وفي عام 1788 أصبح طالبًا بجامعة أدنبرة ، كما تم انتخابه زميلًا في الجمعية الملكية لإدنبرة في عام 1791 ولقد رشحه كلاً من جيمس هوتون وألكسندر مونرو ووليام رايت.
في عام 1793 قام تاونسون برحلة عبر أجزاء من مملكة المجر وفي تلك السنة قام بأول صعود مسجل لكريفاتش (وهي قمة جبال تاترا العالية في سلوفاكيا) وفي عام 1795 تخرج من جامعة غوتنغن.

كان تاونسون يعيش في شروبشاير في ليدلي هايس بالقرب من كاردينجتون، وفي عام 1800 كان آرثر أيكين يبحث عن تاونسون للحصول على المساعدة في علم التعدين، وفي عام 1803 حرر المسح العام للزراعة في المقاطعة جوزيف بليملي من المواد التي نشرها تاونسون، كما تزوجت شقيقته آن من جون ويتس (1750-1816)، الذي أصبح نائب كاردنجتون في 1774. 

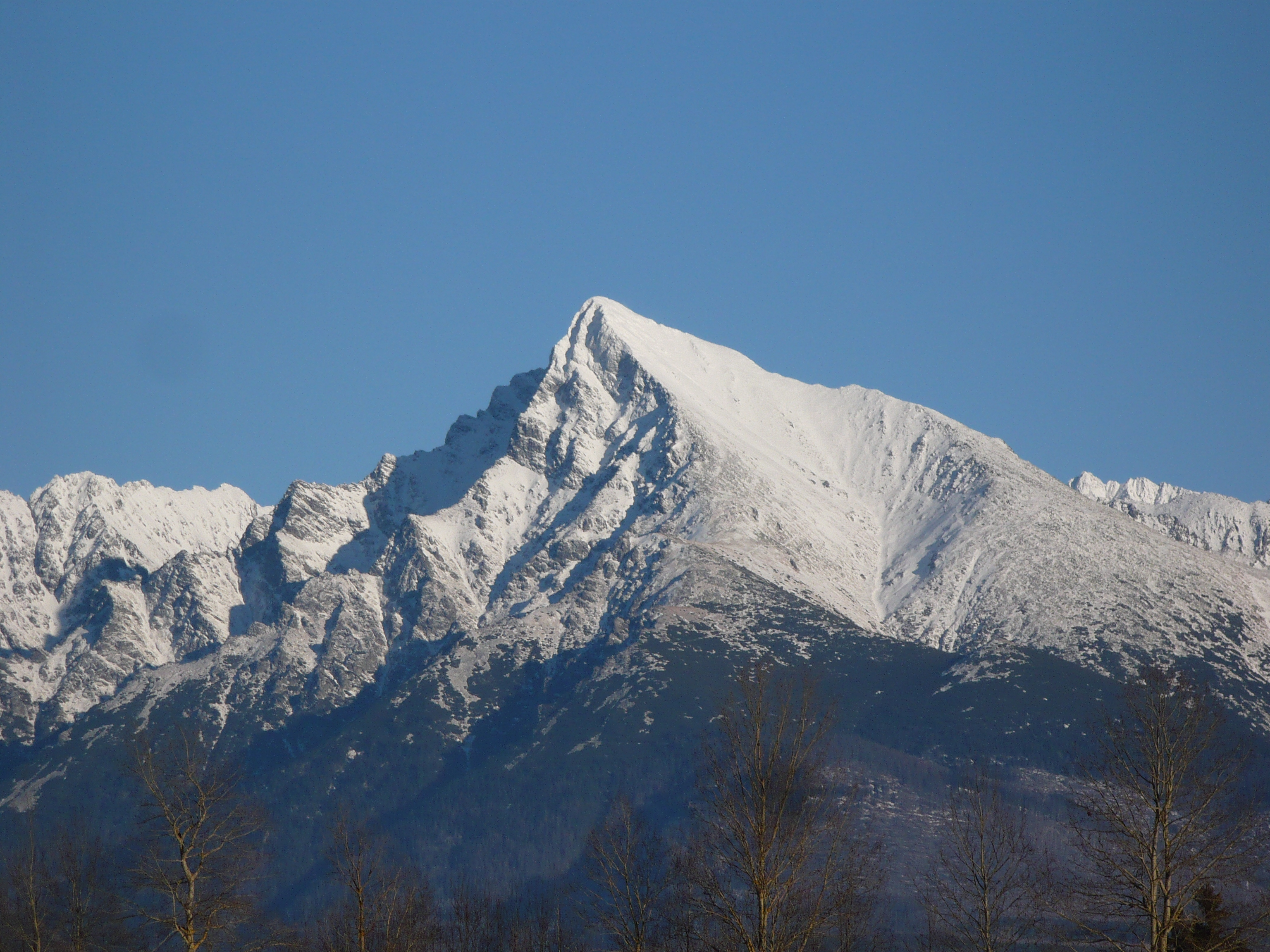
قمة كريفان Kriváň ، الآن في سلوفاكيا ، والتي حقق روبرت تاونسون أول صعود مسجل في 1793

## أستراليا
سعى تاونسون إلى استخدام خبرته في علم المعادن في الهند لكنه فشل في العثور على عمل هناك،.
كما قابل ويليام باترسون (من فيلق نيو ساوث ويلز) في منزل السيد جوزيف بانكس، كان شقيق تاونسون جون من مشاة البحرية الملكية في أستراليا، وعاد إلى إنجلترا في عام 1800 في زيارة، وذهب تاونسون إلى هناك، حيث انطلق من إنجلترا في نهاية عام 1806، كما أصبح تاونسون أحد خصوم ويليام بليغ في تمرد الروم وحصل على منحة أرض.
بعد ذلك أظهر تاونسون عدم الرضا عن مشروعه الأسترالي، حيث تم إلغاء جميع منح الأراضي المقدمة بعد تمرد الروم، كما قام لاكلان ماكواري (الذي حل محل بليغ Bligh) بزيارة تاونسون في المنزل في خليج كوجارا وقدم منح بديلة للأراضي، حيث حصل تاونسون وشقيقه على منحة أرض في فاروفيل نيو ساوث ويلز؛ لكن تاونسون لم يفعل شيئًا لقبول الأرض حتى غادر ماكواري المكتب لأنه كان يعتقد أن الأرض غير مناسبة ووضع خطط للعودة إلى المملكة المتحدة التي سقطت وأصبحت معزولة.
نجح تاونسون في الزراعة وخاصة زراعة النبيذ وفي عام 1822 تم انتخابه للجمعية الزراعية في نيو ساوث ويلز وتوفي في 27 يونيو 1827، ودفن في باراماتا.

## أعماله
نشر تاونسون:
·       ملاحظات فيزيولوجي دي أمفيبي ، غوتنغن ، 1794
·       مسافر في المجر لندن 1797. يحتوي الكتاب على سرد لاستكشاف تاونسون لجبال تاترا، الذي رافقه توماس ماوكش، تم نشره مع ملحق الخريطة، من قبل يوهان ماتياس كورابينسكي (يانوس ماتياس كورابينسكي)
·       فلسفة علم المعادن، لندن 1798
·       المسالك والملاحظات في التاريخ الطبيعي وعلم وظائف الأعضاء، لندن 1799، يتضمن هذا العمل اكتشافًا لكيفية تنفس السلحفاة في حالة عدم وجود الحجاب الحاجز.
·       ساهم بورقة «إدراك النباتات» في معاملات المجتمع الليني.

## وصلات خارجية
1. ↑  Colin Matthew, ed. (2004), Oxford Dictionary of National Biography (بالإنجليزية), Oxford: Oxford University Press, QID:Q17565097